# Rahman Morina
Rahman Morina (ur. 1943 w Peciu, zm. 12 października 1990 w Prisztinie) – jugosłowiański i kosowski policjant i polityk, minister spraw wewnętrznych Socjalistycznej Prowincji Autonomicznej Kosowo, ostatni przewodniczący Związku Komunistów Kosowa w latach 1989-1990.

## Życiorys
W 1981 roku został objął funkcję ministra spraw wewnętrznych Socjalistycznej Prowincji Autonomicznej Kosowo; należał również do Komitetu Centralnego Związku Komunistów Jugosławii oraz był szefem jugosłowiańskiej milicji w Kosowie.
27 stycznia 1989 roku zastąpił Remziego Kolgeciego na stanowisku przewodniczącego Związku Komunistów Kosowa. W następnym miesiącu wybuchły protesty górników, którzy między innymi domagali się rezygnacji Rrahmana Moriny z pełnionej przez siebie partyjnej funkcji; chociaż podał się on do dymisji, po krótkim czasie ponownie przejął przywództwo nad partią.

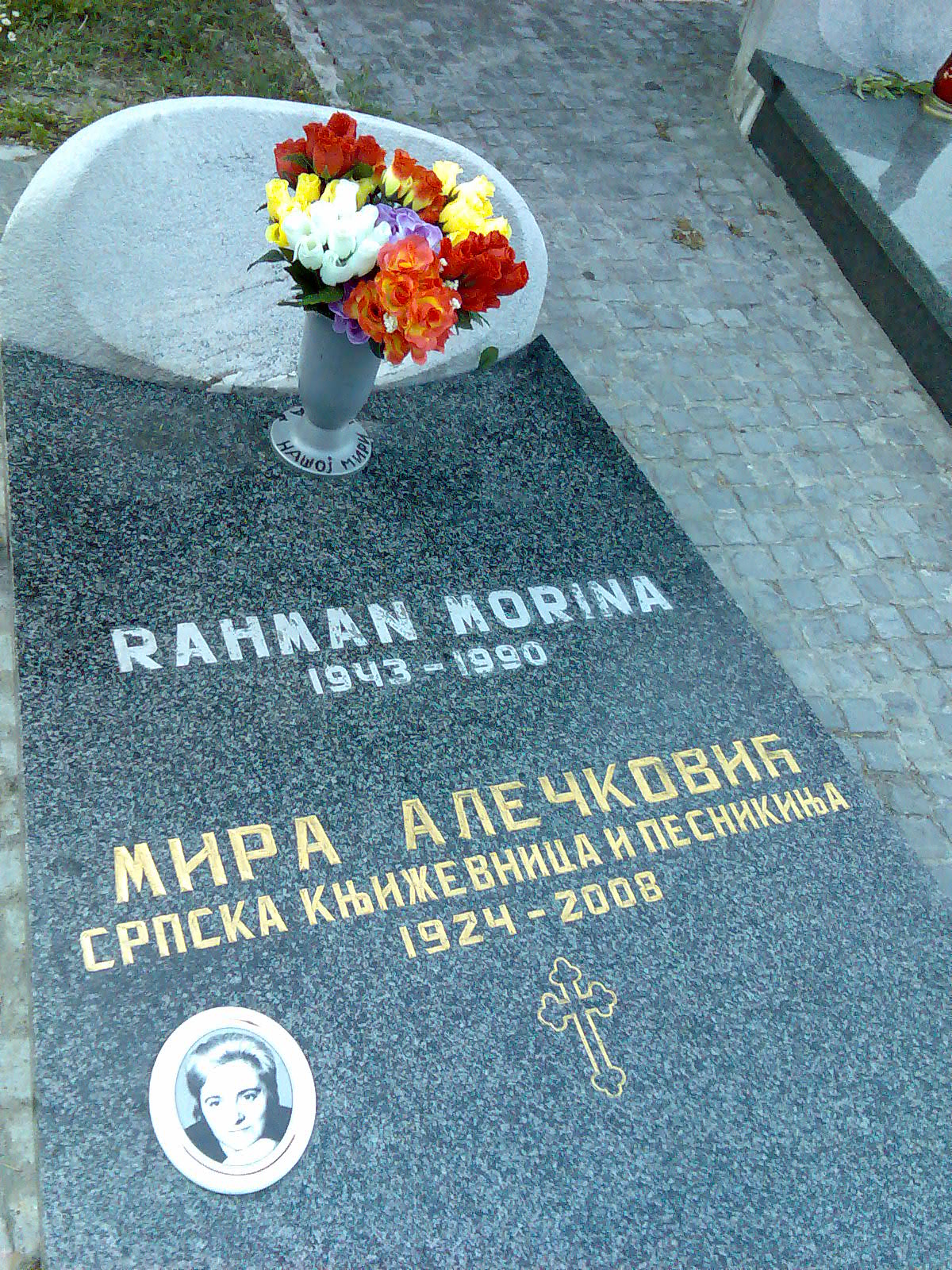
Wspólny grób Rahmana Moriny i Miry Alečković na Nowym Cmentarzu w Belgradzie (2012)

Zmarł 12 października 1990 roku w Prisztinie w niewyjaśnionych okolicznościach. Został pochowany na Nowym Cmentarzu w Belgradzie.